# Перейра Кинтеро, Мануэль Леонель
Мануэль Леонель Перейра Кинтеро (исп. Manuel Leonel Pereira Quintero; род. 31 октября 1948, Гавана, Куба) — кубинский писатель, журналист, переводчик, литературный критик и кинодраматург. Был знаком и дружен с множеством известных латиноамериканских писателей: Габриэлем Гарсиа Маркесом, Хулио Кортасаром, Норберто Фуэнтесом, Алехо Карпентьером и Хосе Лесама Лимой. В настоящее время проживает в эмиграции в Испании.

## Биография
Мануэль Леонель Перейра Кинтеро родился в Гаване 31 октября 1948 года. Обучался в академии Сан-Алехандро. Во время обучения три раза подряд был удостоен Национальной университетской премии в номинациях хроника, репортаж и интервью. С 1968 по 1978 год в качестве журналиста сотрудничал с рядом местных и зарубежных изданий, таких как «Куба Интернасьональ», «Эль Кайман Барбудо», «Боэмия», «Революсьон и Культура», «Каса де лас Америкас».
В 1978 году окончил факультет журналистики Гаванского университета. Писал статьи для нескольких испанских и мексиканских изданий, таких как «Эль Паис», «Эль Мундо», «Кимера» и «Эль Универсаль». На творчество писателя большое влияние оказали события Кубинской революции. Его первый роман «Каманданте Венево» (исп. El Comandante Veneno) (завершен в 1974 году, опубликован в 1977 году), рассказывал о борьбе с безграмотностью в горах Сьерра-Маэстра. Прочитав эту книгу, Габриэль Гарсиа Маркес сказал: «Это тот роман, который я хотел бы написать о Кубе».
В 1980 году был издан второй роман писателя «Русский» (исп. El Ruso). В начале 1980-х годов сотрудничал в качестве сценариста с ICAIC (Кубинский институт киноискусства и производства). В это же время работал главным редактором, затем заместителем директора в журнале «Кубинское кино». В 1982 году написал сценарий для фильма «Старая Гавана» режиссёра Оскара Вальдеса, который получил приз на Венецианском кинофестивале.
В 1984—1988 годах служил культурным атташе при ЮНЕСКО в Париже. В эти годы занимался педагогической деятельностью. В европейских и азиатских университетах читал лекции по литературе, искусству, кино и культуре. В 1988 году опубликовал книгу очерков «Пятый корабль дураков» (исп. La quinta nave de los locos). В 1988 году вернулся в Гавану, где подвергся жесткой критике со стороны официальных властей. В январе 1991 года, не выдержав давления, выехал в Берлин, в Германию.
В 1993 году был взят на работу на место ответственного редактора в литературный журнал «Кимера» в Барселоне, в Испании. В том же году была опубликована его новелла «Туалет» (исп. Toilette). В это время он сотрудничал с различными издательствами в качестве переводчика с английского и французского языков и журналиста-фрилансера. Вёл литературные курсы в Барселоне и Кадисе. В рамках проекта по реабилитации заключённых в апреле — июле 1996 года провёл творческий семинар в исправительном учреждении на острове Майорка. Затем преподавал в Мексике литературу, историю искусства и журналистику.
В 2005—2011 годах были изданы четыре книги писателя: сборник рассказов «Матаперрос» (исп. Mataperros, 2005), за который он получил Международную литературную премию Кортесов Кадиса, роман «Солнечный удар» (исп. Insolación, 2006), сборник очерков «Биография на завтрак» (исп. Biografía de un desayuno, 2008) и новелла «Старый путешественник» (исп. Un viejo viaje, 2010). В 2012 году сборник «Матаперрос» был переиздан с включением в него нового рассказа. Последними изданными книгами писателя являются сборник «Утконос и другие очерки» ((исп. El ornitorrinco y otros ensayos), 2013) и роман «Эскимосский поцелуй» (исп. El beso esquimal, 2015).

## Сочинения

### Романы
- «Команданте Венево» (исп. El Comandante Veneno, 1977)
- «Русский» (исп. El Ruso, 1980)
- «Туалет» (исп. Toilette, 1993)
- «Солнечный удар» (исп. Insolación, 2006)
- «Старый путешественник» (исп. Un viejo viaje), 2010)
- «Эскимосский поцелуй» (исп. El beso esquimal, 2015)

### Малая проза
- «Лам, Хуанторена и Леаль» (исп. Lam, Juantorena y Leal, 1978)
- «Пик на бумаге» (исп. La prisa sobre el papel, 1987)
- «Пятый корабль дураков» (исп. La quinta nave de los locos, 1988)
- «Матаперрос» (исп. Mataperros, 2005)
- «Биография на завтрак» (исп. Biografía de un desayuno, 2008)
- «Утконос мечты» (исп. El ornitorrinco onírico, 2010)
- «Матаперрос» (исп. Mataperros, 2012)
- «Утконос и другие очерки» (исп. El ornitorrinco y otros ensayos, 2013)